# 全国高等学校野球選手権大会東九州大会
全国高等学校野球選手権大会東九州大会（ぜんこくこうとうがっこうやきゅうせんしゅけんひがしきゅうしゅうたいかい）は、1948年（第30回）から1957年（第39回）まで行われた、全国高等学校野球選手権大会の地方大会。

## 概要・歴史
九州・沖縄地方の地方大会は1930年（第16回）から北九州大会（福岡県・佐賀県・長崎県）と南九州大会（熊本県・大分県・宮崎県・鹿児島県・沖縄県）という編成だったが、1948年（第30回）から福岡県の単独代表が認められたことを受けて、西九州大会（佐賀県・長崎県・熊本県）と東九州大会（大分県・宮崎県・鹿児島県・沖縄県）に再編された。
戦後米国の統治下に置かれたため、沖縄県勢は1946年（第28回大会）から不参加が続いていたが、1952年（第34回）から「復帰」した（沖縄県の本土復帰は1972年）。
10回（沖縄県勢参加は6回）行われ、大分県勢の優勝7回、宮崎県勢の優勝2回、鹿児島県勢の優勝1回。1954年（第36回）は宮崎県勢の地方大会初優勝となり、47都道府県中46番目に全国大会出場を果たした。
1958年（第40回）は1県1代表が認められ、1959年（第41回）から西九州大会（佐賀県・長崎県）、中九州大会（熊本県・大分県）、南九州大会（宮崎県・鹿児島県・沖縄県）に再編されたため、東九州大会は1957年が最後となった。

## 大会結果
| 年度（大会）         | 優勝校（代表校）   | 決勝スコア          | 準優勝校           | 参加県                   |
| -------------------- | ------------------ | ------------------- | ------------------ | ------------------------ |
| 1948年（第30回大会） | 大分二（大分）     | 2 - 1               | 大分一（大分）     | 大分・宮崎・鹿児島       |
| 1949年（第31回大会） | 臼杵（大分）       | 2x - 1 （延長11回） | 宮崎大宮（宮崎）   | 大分・宮崎・鹿児島       |
| 1950年（第32回大会） | 別府一（大分）     | 10 - 3              | 大分一（大分）     | 大分・宮崎・鹿児島       |
| 1951年（第33回大会） | 大分城崎（大分）   | 5 - 3               | 鹿児島商（鹿児島） | 大分・宮崎・鹿児島       |
| 1952年（第34回大会） | 津久見（大分）     | 14 - 3              | 鹿児島商（鹿児島） | 大分・宮崎・鹿児島・沖縄 |
| 1953年（第35回大会） | 甲南（鹿児島）     | 2 - 0               | 佐伯鶴城（大分）   | 大分・宮崎・鹿児島・沖縄 |
| 1954年（第36回大会） | 高鍋（宮崎）       | 4 - 0               | 大分商（大分）     | 大分・宮崎・鹿児島・沖縄 |
| 1955年（第37回大会） | 津久見（大分）     | 1 - 0               | 出水（鹿児島）     | 大分・宮崎・鹿児島・沖縄 |
| 1956年（第38回大会） | 別府鶴見丘（大分） | 5 - 2               | 鹿児島実（鹿児島） | 大分・宮崎・鹿児島・沖縄 |
| 1957年（第39回大会） | 宮崎大宮（宮崎）   | 5 - 4               | 高鍋（宮崎）       | 大分・宮崎・鹿児島・沖縄 |